# Großer Knallstein
Großer Knallstein är ett berg i Österrike.   Det ligger i distriktet Liezen och förbundslandet Steiermark, i den centrala delen av landet, 210 km sydväst om huvudstaden Wien. Toppen på Großer Knallstein är 2 599 meter över havet, eller 551 meter över den omgivande terrängen. Bredden vid basen är 16,7 km.
Terrängen runt Großer Knallstein är bergig åt nordväst, men åt sydost är den kuperad. Runt Großer Knallstein är det ganska glesbefolkat, med 22 invånare per kvadratkilometer.. Närmaste större samhälle är Haus im Ennstal, 18,3 km nordväst om Großer Knallstein. 
Trakten runt Großer Knallstein består i huvudsak av gräsmarker.